# モンタニー＝サント＝フェリシテ
モンタニー＝サント＝フェリシテ (Montagny-Sainte-Félicité）は、フランス、オー＝ド＝フランス地域圏、オワーズ県のコミューン。

## 地理
県南部、農業が盛んなヴァロワ・ミュルシアン平野にあり、エルムノンヴィルの森の南東端にあたる。直線距離でパリの北東42km地点であるが、道路で移動すると47kmの距離となる。小郡の中心ナントゥイユ＝ル＝オドゥアンは東に6km、郡庁所在地サンリスはエルムノンヴィルを経由して北西に17kmである。国道322号線は、村を東西に横断する唯一の主要道路である。国道100号線は県道でもあり南北の方向をつなぐ。南側を接するコミューン、ル・プレシ＝ベルヴィルにおいてパリに向かう高速道路である国道2号線と接続する。

## 人口統計
2016年時点のコミューンの人口は420人で、2011年当時の人口より5.26%増加した
| 1962年 | 1968年 | 1975年 | 1982年 | 1990年 | 1999年 | 2009年 | 2016年 |
| ------ | ------ | ------ | ------ | ------ | ------ | ------ | ------ |
| 299    | 331    | 334    | 336    | 407    | 405    | 409    | 420    |

参照元:1962年から1999年までは複数コミューンに住所登録をする者の重複分を除いたもの。それ以降は当該コミューンの人口統計によるもの。1999年までEHESS/Cassini、2006年以降INSEE

## 史跡
- サント・フェリシテ教会 - 村落の南のはずれ、ムティエ通りにある。1862年に歴史的記念物登録[6]。教会の北側に小修道院を創設、1154年にサンリスのサン・ヴァンサン修道院に寄進され、フランス革命まで司祭を後援者として存続した。教会の最古の部分は13世紀にさかのぼる。それらはクワイヤの2本の真っすぐな柱間のヴォールト支えである。それ以外は、1510年から1525年にかけゴシック・フランボワイヤン様式で再建された。ファサードと鐘楼が少し後の時代のものであり、ルネサンス時代となる。サント・フェリシテ教会は高くて優美な石の尖塔で知られている。高さ65mに達し、この高さを超えるのは県内ではサンリス大聖堂のみである。教会は、1568年に設置された美しく大きな石の祭壇を誇りとしている。この祭壇は、教会の守護聖人であるローマのフェリシタの殉教について述べたものである[7]。